# Wally Rank
Wallace Aliifua Rank, detto Wally (Fort Ord, 1º marzo 1958), è un ex cestista statunitense originario di Samoa.

## Carriera
Dopo aver frequentato la Carson High School, Rank passa alla San Jose State University dove nei quattro anni di permanenza mette a segno 1.432 punti con un massimo di 40 punti in partita singola.
Viene poi chiamato al draft NBA 1980 con la 99ª scelta dai San Diego Clippers, franchigia con cui debutta nella NBA. La stagione successiva approda in Italia giocando una parte di campionato con il Basket Rimini.
Nel corso della sua carriera è stato anche convocato dalla nazionale samoana.